# Tamplin Motors

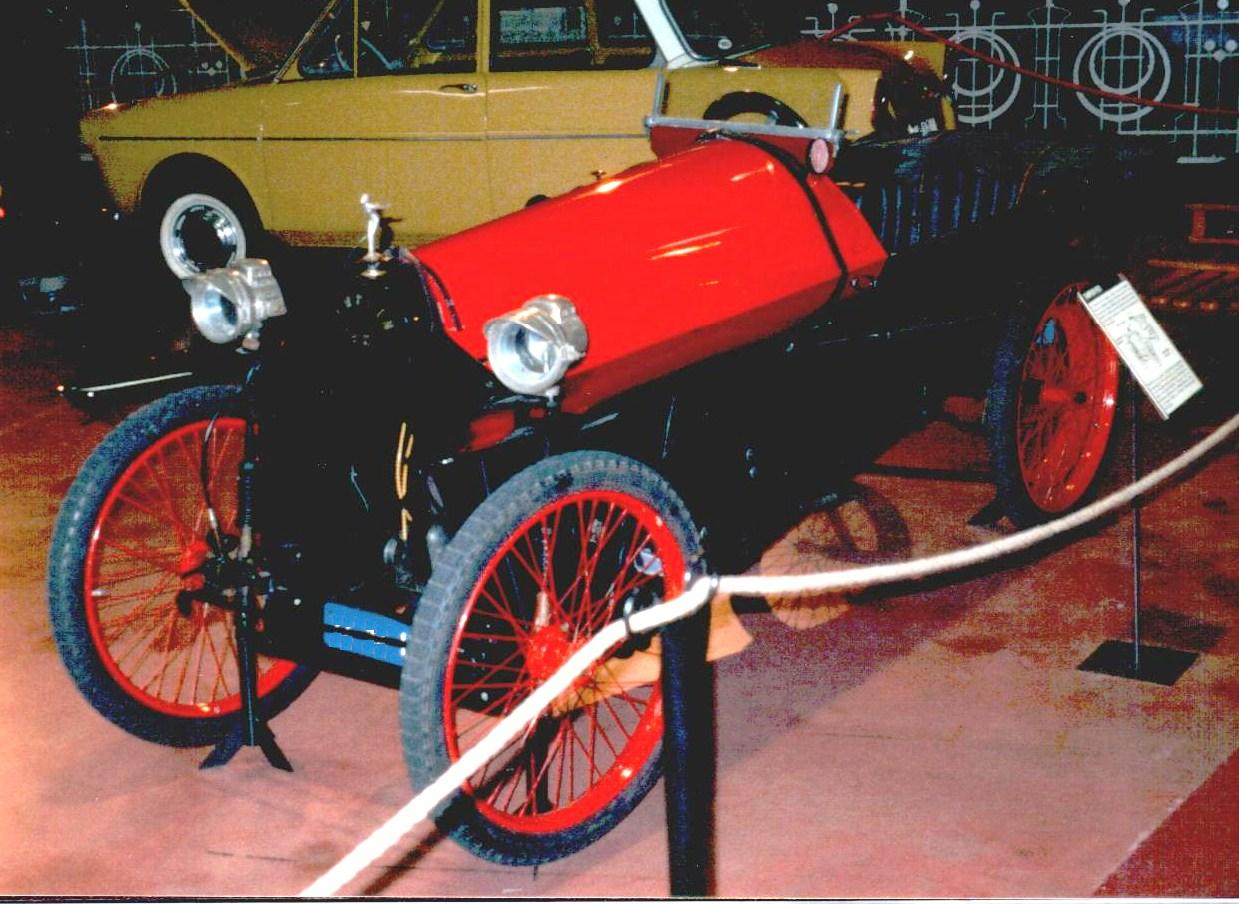
Tamplin von 1921

Tamplin war ein britischer Hersteller von Automobilen.

## Unternehmensgeschichte
Das Unternehmen Tamplin Motors begann 1919 in Staines mit der Produktion von Automobilen. 1923 erfolgte der Umzug nach Cheam.
1927 wurde die Produktion nach etwa 2000 produzierten Exemplaren eingestellt.

## Fahrzeuge
Das erste Modell entsprach dem Carden. Es war mit einem V2-Motor von J.A.P. mit 980 cm³ Hubraum in Mittelmotorbauweise ausgestattet und bot zwei Personen hintereinander Platz. 1922 ergänzte der 8/10 HP mit 964 cm³ Hubraum das Angebot, der 1924 vom 7/10 HP mit 996 cm³ Hubraum abgelöst wurde. Bei diesen Modellen war der Zweizylindermotor von Blackburne vorne im Fahrgestell eingebaut. Die Karosserie bot Platz für zwei Personen nebeneinander.
Ein Fahrzeug dieser Marke ist in der Louwman Collection in Den Haag zu besichtigen.